# Pacific Islanders

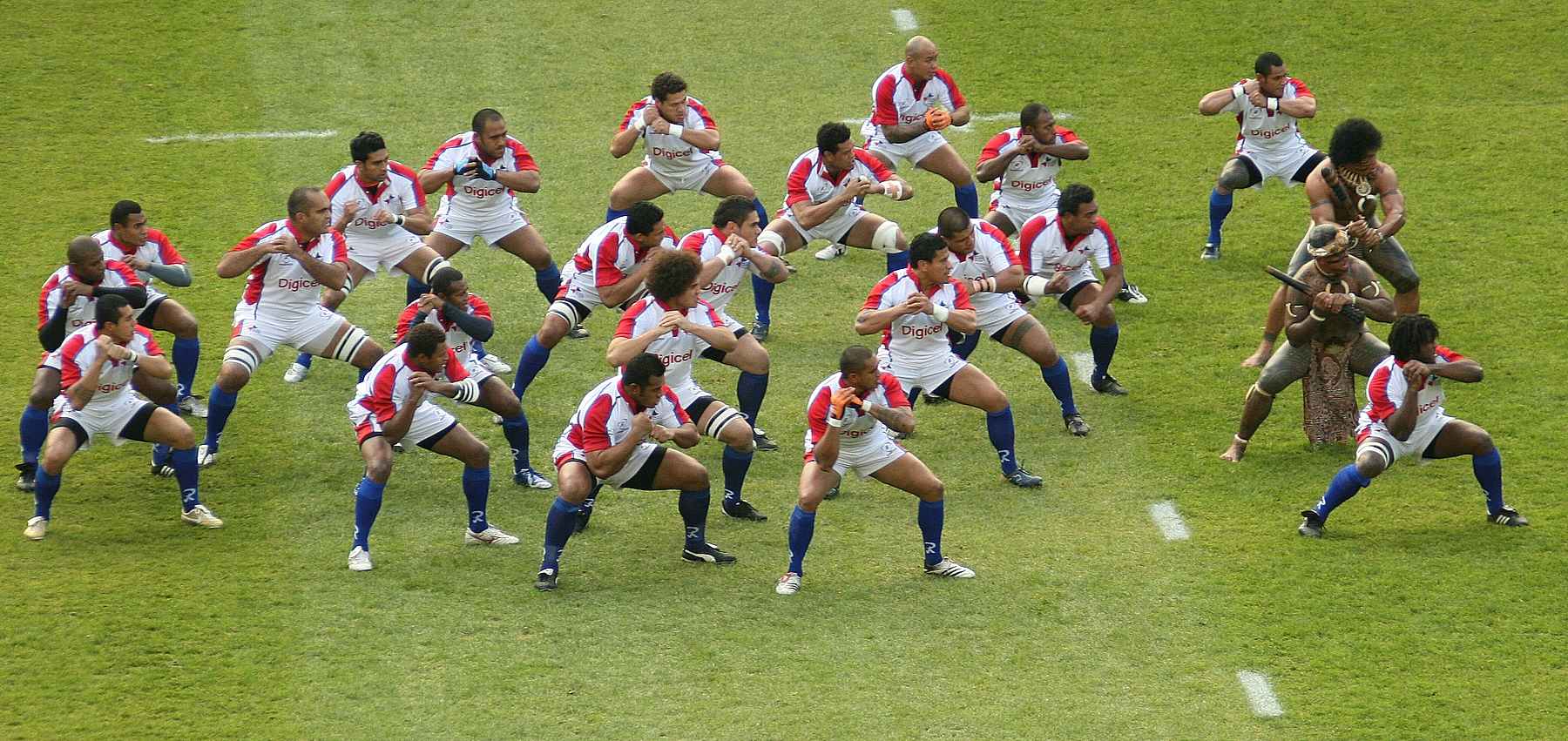
Jogadores dos Islanders em dança tribal antes de partida contra a Escócia, em 2008.

O Pacific Islanders foi um time combinado internacional de rugby union que jogou de 2004 a 2008. Representou Fiji, Samoa e Tonga; Niue e as Ilhas Cook também forneceram jogadores para a seleção para sua turnê em 2004. A equipe não disputou Copas do Mundo de Rugby, onde cada uma das nações continuou a se representar.

## Estado futuro
Houve especulações de que os Islanders seriam admitidos em uma competição expandida do Super 12 ou Tri Nations Series mas em vez disso os organizadores do Super 12 e do Tri Nations SANZAR optaram por expandir o Super 14 adicionando uma equipe cada na Austrália e África do Sul e uma rodada extra de jogos para as Tri Nações sem admitir novas seleções. O empresário francês Eric Series, proprietário do time Asia Pacific Dragons, propôs um time das Ilhas do Pacífico para a temporada de Super Rugby de 2016, mas foi superado pela Japan Rugby Football Union.
Em 2014, uma partida entre os Pacific Islanders e os British & Irish Lions foi proposta para a excursão do British & Irish Lions de 2017 à Nova Zelândia, mas a partida nunca foi agendada.